# Lake Fidler
Lake Fidler är en sjö i Australien. Den ligger i delstaten Tasmanien, i den sydöstra delen av landet, omkring 140 kilometer väster om delstatshuvudstaden Hobart.
I omgivningarna runt Lake Fidler växer i huvudsak städsegrön lövskog. Trakten runt Lake Fidler är nära nog obefolkad, med mindre än två invånare per kvadratkilometer. Genomsnittlig årsnederbörd är 2 385 millimeter. Den regnigaste månaden är september, med i genomsnitt 276 mm nederbörd, och den torraste är februari, med 94 mm nederbörd.